# Коллінс (Джорджія)
Коллінс (англ. Collins) — місто (англ. city) в США, в окрузі Теттнолл штату Джорджія. Населення — 540 осіб (2020).

## Географія
Коллінс розташований за координатами 32°10′45″ пн. ш. 82°6′36″ зх. д. / 32.17917° пн. ш. 82.11000° зх. д. (32.179214, -82.109874).  За даними Бюро перепису населення США в 2010 році місто мало площу 2,68 км², з яких 2,64 км² — суходіл та 0,04 км² — водойми.

## Демографія
Згідно з переписом 2010 року, у місті мешкали 584 особи в 247 домогосподарствах у складі 136 родин. Густота населення становила 218 осіб/км².  Було 305 помешкань (114/км²).
Расовий склад населення:
| - 58,2 % — білих - 38,0 % — чорних або афроамериканців - 2,7 % — осіб інших рас |

До двох чи більше рас належало 1,0 %. Частка іспаномовних становила 3,3 % від усіх жителів.
За віковим діапазоном населення розподілялося таким чином: 29,1 % — особи молодші 18 років, 55,0 % — особи у віці 18—64 років, 15,9 % — особи у віці 65 років та старші. Медіана віку мешканця становила 36,0 року. На 100 осіб жіночої статі у місті припадало 84,2 чоловіків;  на 100 жінок у віці від 18 років та старших — 78,4 чоловіків також старших 18 років.
Середній дохід на одне домашнє господарство  становив 26 696 доларів США (медіана — 21 033), а середній дохід на одну сім'ю — 33 483 долари (медіана — 25 750). Медіана доходів становила 26 250 доларів для чоловіків та 18 500 доларів для жінок. За межею бідності перебувало 41,3 % осіб, у тому числі 64,9 % дітей у віці до 18 років та 31,6 % осіб у віці 65 років та старших.
Цивільне працевлаштоване населення становило 138 осіб. Основні галузі зайнятості: освіта, охорона здоров'я та соціальна допомога — 41,3 %, публічна адміністрація — 11,6 %, транспорт — 10,1 %.